# Jilleanne Rookard
Jilleanne Rookard (* 9. Januar 1983 in Wyandotte) ist eine ehemalige US-amerikanische Eisschnellläuferin.

## Werdegang
Rookard nahm im November 2007 in Salt Lake City erstmals am Eisschnelllauf-Weltcup teil, wobei sie in der B-Gruppe den 20. Platz über 1500 m sowie den achten Platz über 3000 m errang und siegte bei den Nordamerikameisterschaften 2009 in Calgary über 3000 m. Im folgenden Jahr belegte sie bei der Mehrkampfweltmeisterschaft in Heerenveen den fünften Platz und bei den Olympischen Winterspielen in Vancouver den 24. Platz über 1500 m, den 12. Rang über 3000 m, den achten Platz über 5000 m und den vierten Platz in der Teamverfolgung. In der Saison 2010/11 kam sie im Weltcupeinzel zehnmal unter den ersten Zehn. Dabei holte sie in Berlin über 3000 m ihren einzigen Weltcupsieg und erreichte zum Saisonende den achten Platz in der Weltcupwertung über 1500 m sowie den dritten Rang in der Weltcupwertung über 3000/5000 m. Zudem wurde sie bei der Mehrkampfweltmeisterschaft 2011 in Calgary Siebte und nahm bei den Einzelstreckenweltmeisterschaften 2011 in Inzell an vier Läufen teil, wobei der vierte Platz über 3000 m ihr bestes Ergebnis war. In der folgenden Saison lief sie bei den Einzelstreckenweltmeisterschaften 2012 auf den 17. Platz über 1500 m, auf den 14. Rang über 3000 m sowie auf den achten Platz in der Teamverfolgung und bei der Mehrkampfweltmeisterschaft 2012 in Moskau auf den 11. Platz. In der Saison 2013/14 kam sie in Salt Lake City mit dem dritten Platz in der Teamverfolgung letztmals im Weltcup aufs Podest und absolvierte in Berlin ihre letzten Rennen im Weltcup. Beim Saisonhöhepunkt, den Olympischen Winterspielen 2014 in Sotschi, belegte sie den 18. Platz über 1500 m, den zehnten Rang über 3000 m sowie den sechsten Platz in der Teamverfolgung.
Rookard wurde dreimal US-amerikanische Meisterin über 3000 m (2011, 2012, 2014) und jeweils einmal über 1500 m (2011) und 5000 m (2012).

## Erfolge

### Olympische Spiele
- 2010 Vancouver: 4. Platz Teamverfolgung, 8. Platz 5000 m, 12. Platz 3000 m, 24. Platz 1500 m
- 2014 Sotschi: 6. Platz Teamverfolgung, 10. Platz 3000 m, 18. Platz 1500 m

### Einzelstrecken-Weltmeisterschaften
- 2011 Inzell: 4. Platz 3000 m, 6. Platz 5000 m, 8. Platz Teamverfolgung, 14. Platz 1500 m
- 2012 Heerenveen: 8. Platz Teamverfolgung, 14. Platz 3000 m, 17. Platz 1500 m

### Mehrkampf-Weltmeisterschaften
- 2010 Heerenveen: 5. Platz Mehrkampf
- 2011 Calgary: 7. Platz Mehrkampf
- 2012 Moskau: 11. Platz Mehrkampf

### Weltcupsiege im Einzel
| Nr. | Datum             | Ort    | Disziplin |
| --- | ----------------- | ------ | --------- |
| 1.  | 20. November 2010 | Berlin | 3000 m    |

## Persönliche Bestzeiten
| Disziplin | Zeit        | Datum             | Ort            |
| --------- | ----------- | ----------------- | -------------- |
| 500 m     | 39,22 s     | 12. Februar 2011  | Calgary        |
| 1000 m    | 1:17,33 min | 26. Oktober 2013  | Salt Lake City |
| 1500 m    | 1:55,31 min | 16. November 2013 | Salt Lake City |
| 3000 m    | 4:03,67 min | 15. November 2013 | Salt Lake City |
| 5000 m    | 6:58,40 min | 12. Februar 2011  | Calgary        |